# ديفيد إس. إتش روزنتال
ديفيد إس. إتش روزنتال (بالإنجليزية: David S. H. Rosenthal)‏ هو عالم حاسوب ومهندس أمريكي، ولد في 1948 في كامبريدج في المملكة المتحدة.